# رانسفورد أدو
أكوي رانسفورد أدو (21 يوليو 1983 في أكرا) (بالفرنسية: Ransford Addo)‏ لاعب كرة قدم غاني يلعب حاليا في نادي الدرجة الأولى رويال أنتويرب البلجيكي منذ 2007 حيث يجيد اللعب في مركز قلب الدفاع كما يجيد اللعب في مركز الوسط المدافع .
لعب أدو في أندية كين هاريسون بيبيز كولتز (1996-1998) بوردو الفرنسي (1998-1999) كلوب بروج البلجيكي (1999-2004) هاريلبيكي البلجيكي (2004-2006) دينزي البلجيكي (2006-2007) .
أخ أكوي الأكبر وهو إريك أدو يلعب في نادي الدرجة الأولى الهولندي رودا .

## روابط خارجية
- رانسفورد أدو على موقع قاعدة بيانات كرة القدم.إي يو (الإنجليزية)